# Acrodontis tanchame
Acrodontis tanchame is een vlinder uit de familie van de spanners (Geometridae). De wetenschappelijke naam van de soort is voor het eerst geldig gepubliceerd in 1995 door Hideki Koboayashi.

## Type
- holotype: "male, 2.XII.1994, leg. Masaaki Kimura"
- instituut: NSMT, Tokyo, Japan
- typelocatie: "Japan, Okinawa Island, Kunigami, Hiji"